# Longone al Segrino
Longone al Segrino (semplicemente Longone fino al 1863; Longon in dialetto brianzolo, AFI: /luŋˈɡuŋ/) è un comune italiano di 1 971 abitanti della provincia di Como in Lombardia.
È adagiato in una piccola conca formata da colline moreniche.

## Origini del nome
Il toponimo "Longone" sarebbe da attribuire a Caio Manlio Longone, condottiero romano resosi protagonista di una vittoriosa battaglia combattuta all'interno dell'odierno territorio comunale.
Nel 1865 fu aggiunto al nome di Longone l'attributo "al Segrino" per poterlo così distinguere dal comune di Longone Sabino. Il lago del Segrino è il vicino laghetto alimentato da sorgenti sotterranee ai piedi del monte Cornizzolo. Gli antichi pagani avevano dedicato il lago agli dei chiamandolo "Fonte Sacra", da cui derivò il nome popolare Sacrino che poi divenne Segrino.

## Storia

### Preistoria ed età antica

#### Antichi abitanti
Le notizie sui primi abitanti sono scarse e non si conosce nulla del luogo prima dell'arrivo dei Celti: popolazione caucasica emigrata nel nord d'Italia, i quali fondarono molti paesi della zona e probabilmente furono loro i primi abitanti di Longone al Segrino. Del loro passaggio rimangono numerose testimonianze archeologiche.
Nel 26 novembre 1894, scavando le fondazioni della casa Bramani posizionata ai confini del paese verso il lago, alla profondità di circa un metro vennero rinvenute tre tombe celtiche formate con lastre di beola non lavorate e dell'altezza di circa 60 cm.

Le tre tombe contenevano vasi di terracotta nerastra, levigata e decorata, con residui di ossa umane combuste ed alcuni monili di bronzo lavorato.

Nella prima tomba venne trovata una collana di anellini, due fermagli a grandi coste, una fibula a sanguisuga, un anello ed una rotella a otto raggi.

Nella seconda tomba vennero trovate tre fibule di bronzo a sanguisuga, un anello decorativo, alcuni braccialetti aperti, alcuni orecchini di bronzo ed una fusaiola di terracotta.

Nella terza tomba venne ritrovato un frammento di collana decorata con pezzi di corallo, alcuni orecchini, alcuni braccialetti aperti, un ornamento a forma di occhiale e alcuni relitti di bronzo.
Nel 1878 furono scoperte tombe preromane con vasi di terracotta nerastra contenenti ossa umane combuste.

#### Arrivo dei romani
Circa nel 222 a.C. il proconsole romano Caio Metello fa passare Longone sotto l'Impero Romano.
Sono molto numerose a Longone i resti della dominazione romana.
Il 9 marzo 1765 durante gli scavi delle fondazioni del nuovo oratorio di Santa Maria per sostituire il vecchio oratorio ormai diroccato, venne rinvenuta un antico altare di marmo fatto costruire da Domizio Germano per sciogliere un voto ad Ercole, il dio pagano della forza. La lastra venne trasportata a Desio nell'allora villa Traversi, poi divenuto istituto missionario.
Alla fine del 1866 furono scoperte cinque tombe romane nell'allora parco Tagliasacchi; tre di queste tombe erano costruite con lastre di beola, mentre le altre due erano in muratura. Il contenuto consisteva in scheletri umani, oggetti di vetro, di terracotta e metallo ed alcune monete romane. Tra questi vennero ritrovati due bicchieri di vetro molto preziosi, di color verdastro con il labbro incurvato uno a forma di cono e l'altro a forma di ovale. I reperti di terracotta erano lavorati al tornio e consistevano in: due orinali, due vasi di terra neri, una scodella verniciati di nero, una scodella schiacciata e molti utensili da cucina in frantumi. Tra gli oggetti in metallo fu trovata un'armilla di bronzo, tredici bracciali di bronzo, un bracciale di ferro a forma di testa di serpente, una fibbia di bronzo, otto fibbie di ferro, un anello d'argento a staffa con tre lettere sullo scudo, tre orecchini di bronzo, alcune catenelle di bronzo ed uno spillone di rame contenuto in un astuccio di bronzo lavorato. L'oggetto più prezioso ritrovato era un cilindro di rame contenente due foglietti arrotolati fatti di rame esteriormente e d'argento interiormente sui quali erano presenti cinque righe con scritte indecifrabili.
Nel 1880 il signor Cavalieri scoprì altre tombe romane contenenti tra l'altro monete di Diocleziano e Costantino Magno.
Nel 1910 in un prato del Beldosso venne dissepolto un sepolcro scavato in un trovante di serpentino. Fu esposto nella piazza dell'oratorio.

### Dal Medioevo ad oggi
I barbari invasero queste terre ripetutamente arrivando dalla Valtellina, dalla Valsassina e dalla Valassina, portando distruzione e morte.
Nel 452 gli Unni, nel 476 gli Eruli, nel 489 i Goti, nel 569 i Longobardi, nel 744 i Franchi e dall'850 al 930 si ebbero violente irruzione degli Ungari.
Gli abitanti della zona terrorizzati da principio fuggirono sui monti, poi iniziarono a costruire torri e castelli per difesa propria e protezione del territorio. È di questo periodo l'origine della torre quadrata e massiccia fatta di blocchi lavorati che sorge al centro dell'abitato di Longone al Segrino, usata come sbarramento sulla strada che porta ai piani d'Erba. La torre aveva funzioni di casello daziario. Da fonti storiche risulta che la torre esisteva già nel 990 e ad essa era annesso un possente castello, di cui ora non rimane più traccia, appartenuto alla famiglia dei Miglio.
Successivamente Longone appartenne alla Corte di Casale insieme agli allora paesi di Canzo, Caslino, Castelmarte, Proserpio, Cassina Mariaga, Cassina dei Zani. Tale feudo venne concesso da Galeazzo Maria Sforza nel 1472 ai fratelli Antonio e Damiano Negroni di Ello, detti i Missaglia; la cui casata si estinse nel 1697, anno in cui Tiberio Crivelli acquistò il feudo dalla Corte del Casale.
Nel 1799 Giuseppe Tagliasacchi acquistò il castello riparandolo ed abbellendolo.
Le continue scorribande di eserciti amici e nemici e le piogge torrenziali e forti tempeste rovinarono i raccolti già scarsi. Nel 1628 e nel 1629 la carestia e la fame flagellarono il paese.
Nel 1629 i lanzichenecchi scesero dalla Valassina diffondendo la peste che porto terrore, desolazione e morte nella popolazione. Dagli annali risulta che la prima vittima di Longone fu il contadino Bartolomeo De conti abitante nella frazione Arsago. Il curato Francesco Piantanida andò a portargli l'estrema unzione e ne scrisse il testamento martedì 30 luglio 1630; il religioso morì il giorno dopo per la stessa malattia. Dopo il 1630 non vi furono altre epidemie di peste, grazie anche all'aria salubre del luogo. Ma nell'agosto 1836 arrivò il colera; chi veniva infettato moriva dopo un giorno di malattia e veniva seppellito di notte. Tale morbo ricomparve anche nel 1855 e nel 1867, ogni volta causando molte vittime tra la popolazione.
Fino alla seconda metà XIX secolo i boschi che coprivano le colline erano di proprietà comunale; tutti gli abitanti di Longone potevano raccogliere legna e, nelle radure, far pascolare liberamente il bestiame. Il 5 dicembre 1853 venne deciso di suddividere la proprietà comunale in lotti, assegnandone uno ad ogni famiglia in enfiteusi. Da questa suddivisione vennero esclusi i boschi occupati dall'ingegnere Geremia Tagliasacchi, come ricompensa per le spese sostenute per la conduttura dell'acqua sorgiva, ceduta in parte alla comunità. Nacquero attriti con gli abitanti di Galliano che avanzavano diritti sui boschi allivellati; tali contrasti vennero risolti pacificamente.

### Simboli
Lo stemma del Comune di Longone al Segrino è stato concesso con decreto del presidente della Repubblica del 12 gennaio 2007.
Il gonfalone è un drappo partito di bianco e di azzurro.
L'argento e l'azzurro richiamano i colori del vicino lago del Segrino.
Il leone si ritrova nel blasone della famiglia Longoni, o de Longono (d'azzurro, al leone d'argento). Nella seconda partizione è rappresentata la torre di Longone che sorge al centro dell'abitato ed è simbolo del paese.

## Monumenti e luoghi d'interesse

### Architetture religiose

#### Chiesa di San Fedele
Costruita sulla base di una chiesa attestata nella pieve di Incino a partire dal XIII secolo ed elevata a sede di una parrocchia dal 1519, la chiesa deve il suo aspetto attuale ad alcuni interventi di ristrutturazione avvenuti nel 1721 e nel 1928.
Secondo i primi dati disponibili, la chiesa di San Fedele fu fondata nel 995 dal prete Arderigo. Mentre nel 1250 risulta elencata la cappella di San Fedele (dati presenti nel catalogo di Goffredo da Bussero).
La cappella di San Fedele, dedicata a San Fedele martire (i santi guerrieri erano molto graditi ai Longobardi), era di stile longobardo; misurava 16 braccia dalla porta al presbiterio, 13 braccia di larghezza e 11 di altezza. Il coro e l'altare misuravano 8 braccia in lunghezza e 3 in larghezza. Possedeva un unico altare e la volta era senza soffitto. Aveva un'unica porta con quattro gradini. Nel 1484 venne decorata e tali decorazioni vennero alla luce nelle riparazioni posteriori.
Nel 1517, dopo la morte del curato Leone del Conte, la Curia di Corneno era divisa in tre rettorie:
- di San Giorgio con Corneno e Mariaga;
- di San Fedele con Longone e Morchiuso;
- di San Lorenzo con Penzano e Pusiano.

Il 15 ottobre 1519 il notaio Angelo De Vignaria assegna come rettore della chiesa di San Fedele il prete Bernardino De Parravicini di Mazzonico, già canonico di Corneno. Gli furono assegnati i seguenti beni:
- mezzo staio di frumento per ogni focolare;
- i terreni: Campo del Fico, Vilatica, Costa, in Costa, alla Costa, Campora, Camporetta e Bodiguzzo;
- l'affitto di 200 lire pagato dagli eredi De Giudici per la Costaiola.

Il rettore doveva offrire ogni anno un cero di 12 once alla festa di San Giorgio a Corneno. Gli abitanti avrebbero provveduto alle suppellettili, ai paramenti,all'olio, alla cera e a quanto necessario per la celebrazione della messa.
Il 5 marzo 1567 gli abitanti di Longone supplicarono il cardinale Carlo Borromeo di creare la chiesa di San Fedele, con diritto di suggerire il sacerdote da eleggere, purché idoneo all'incarico e approvato dalla curia. L'arcivescovo acconsentì alla domanda, elevando la chiesa al rango di parrocchiale, e i parrocchiani si presero carico delle riparazioni future della chiesa e alla fornitura di tutto il necessario per le funzioni religiose; promisero anche di fornire una mina di vino o 25 lire imperiali per focolare al parroco.
Nel 1570 venne stabilito un aumento di 200 lire annue al parroco causa l'insufficienza dei redditi a sua disposizione.
All'inizio del XVIII secolo la popolazione andava sempre più aumentando e la chiesa parrocchiale non era più in grado di contenere tutti i fedeli, senza contare le riparazioni che andavano fatte. Il curato Giuseppe Farina nell'aprile del 1721 iniziò i lavori di ingrandimento che furono terminati nell'agosto del 1722. La chiesa così ingrandita fu inaugurata dal prevosto di Erba. La chiesa ora era lunga 20,5 braccia, larga 13 ed alta 25; fu anche costruito il campanile come richiesto da San Carlo e dal cardinale Federico Borromeo. Nel campanile vi era una sola campana con inciso il motto: A fulgure et tempestate, libera nos Domine.

Nel 1790 il curato Civati ottenne le tre campane appartenute al convento di San Vincenzo di Milano, soppresso nel frattempo. Nel 1904 il campanile ebbe al suo interno 5 campane.
Nel 1906 la chiesa di San Fedele e le sue suffraganee vennero comprese nel Vicariato foraneo di Canzo e assegnate alla giurisdizione del prevosto di Canzo, restandovi fino al 1971-72, quando venne ricompresa nel Decanato di Erba.
Nei registri parrocchiali, sono elencati fin dal 1600 stanziamenti per il suono ed il canto durante le funzioni religiose. Nel 1848 la ditta Bernasconi di Borto Varesino ha costruito l'organo per la chiesa parrocchiale (San Fedele); è stato rifatto nel 1950 e nel 1952 è stato motorizzato. Nel 1908 il parroco don Colombo ha istituito la banda musicale per accompagnare le processioni religiose, celebrare le solennità patriottiche e rallegrare la popolazione.

#### Chiesa di Santa Maria in Prato
All'uscita del paese, sulla strada verso il lago esisteva un antico oratorio, le cui origini si sono perse nel tempo. 

Un'iscrizione antica afferma che nel 1327 venne usato come cappella e lazzaretto durante la peste.
Nel 1587 fu dipinta la pala dell'altare, nel quadretto della natività si può leggere: H. P. Pompeius Nasellus Ferrus F. 1587. In alto vi è rappresentata l'istituzione del Santo Rosario con la Madonna che consegna un cesto di rose a San Domenico. In basso è rappresentato il trionfo della battaglia di Lepanto. Ai margini ci sono 15 quadretti che rappresentano i misteri del Santo Rosario. Il quadro grande non è un'opera d'arte, ma è stata fatta da un buon pittore.
Attestato negli atti della visita pastorale dell'arcivescovo Pozzobonelli alla pieve di Incino del 1752, l'oratorio crollò durante una notte del 1760. Nel marzo del 1765 furono scavate le fondazioni del nuovo oratorio, dalle quali emerse un'ara dedicata al dio Ercole; quindi sembra che la struttura sia derivata da un tempio pagano riadattato al cristianesimo. Vennero anche esumati i cadaveri presenti nei sepolcri ed i loro resti vennero raccolti nel vicino ossario.

Al nuovo oratorio in stile barocchino venne aggiunto un piccolo campanile con una campana.
Nel 1837 il signor Nava Giuseppe ha donato una statua in legno dorato. Nel 1839 papa Gregorio XVI ha concesso l'indulgenza. Nel 1840 la chiesa fu oggetto di ristrutturazioni che comportarono la costruzione dell'odierna facciata.
Il nuovo oratorio, collocato nel parco delle Rimembranze, è attualmente conosciuto con il nome di "chiesa di Santa Maria.in Prato".
La devozione alla Madonna del Santo Rosario ha origini molto antiche e viene festeggiata la festa la prima domenica di ottobre.

### Architetture civili
Del periodo medievale sopravvive una torre, datata tra i secoli XI e XII, la quale adempì probabilmente la funzione di casello daziario.
PIù recenti sono invece le numerose ville presenti sul territorio longonese, realizzate a partire dall'Ottocento su commissione di milanesi che, attirati dall'amenità dei luoghi, dall'aria salubre e dalla comodità del viaggio, scelsero queste terre come località di villeggiatura.

#### Villa di Beldosso
Al Beldosso esisteva un antico casolare di contadini che l'ingegnere Carlo Caronni trasformò nel 1845 in un pittoresco edificio. Nel 1872 il celebre baritono Francesco Graziani, stanziò ingenti somme per abbellirlo adibendolo a villeggiatura principesca, dotata di ogni comodità e ornata con preziose suppellettili.
Nel 1901 il nuovo proprietario del Beldosso, il signor Lorenzo Radice, fece costruire all'entrata della villa l'oratorio in stile lombardo dedicato a Maria Nascente e nel 1905 lasciò un legato per la celebrazione della S. Messa festiva durante i mesi estivi per comodità della famiglia e del popolo.
Sino al 1938 la Villa di Beldosso fu proprietà dei Signori Bignoli di Galliate, ove ancora oggi si vedono le insegne gentilizie del comm. Pietro Francesco Bignoli di Galliate, che fece ricostruire la chiesa di Santa Maria d'Oropa, e che donò alla Villa le sue caratteristiche attuali.
Nel 1938 la villa Beldosso fu acquistata dalla previdenza sociale col proposito di allestirvi un convalescenziario: lo scoppio della guerra ne impedì l'esecuzione.

#### Altre ville
Nel 1880 il signor Francesco Biffi edificò una villa sull'alto della Costa in territorio di Longone al Segrino, al confine con Galliano. Nacquero controversie tra le due parrocchie: l'avvocato della curia arcivescovile di Milano assegnò la villa a Longone al Segrino e la portineria a Galliano, seguendo i confini comunali.
Nel 1833 l'ingegnere Luigi Gattoni trasformò la casa Ciceri sulla provinciale in villa con vasto giardino. La figlia Teresa Gattorni la lasciò nel 1951 all'istituto dei ciechi di Milano per un'opera di beneficenza.
Nel 1886 il dottore Aldo Pariani costruì la propria villa con portineria sulla strada provinciale.
Nel 1889 i coniugi ingegnere Cesare Nava e Giuseppina Prina costruirono la villa sulla Stoppada nelle vicinanze della chiesa parrocchiale. La dimora è oggi nota come Villa Nava.
Nel 1900 l'ingegnere Francesco Gadda (padre dello scrittore Carlo Emilio Gadda) costruì una villa, divenuta poi villa Ambra, sopra il campo alla Costa verso Galliano.
Nel 1900 la signora Angela Molteni Ponzoni edificò la propria villa (Villa Molteni) sul fondo della Costa acquistato dalla prebenda.
Il signor Agostino Rochetti comprò la casa sul Rocchetto sotto la chiesa, abbellendola a villa. La dimora è oggi conosciuta come Villa Ronchetti.
I signori Saita nel 1920 fabbricarono la loro villa sul declivio della collina Inarca.
Nel 1935 venne costruita la villa Chiesa alla frazione Arzago.

### Monumento ai caduti in guerra
Anche Longone al Segrino soffrì i disagi ed i lutti della prima guerra mondiale del 1915-1918. Gli uomini furono quasi tutti richiamati, i lavori abbandonati, le famiglie dissestate. Pagò il contributo di sangue con i seguenti caduti:
- Alessandro Frigerio
- Giacomo Panzeri
- Giuseppe Pellizzone
- Carlo Soresina
- Giovanni Butrichi
- Cavaliere Amilcare Pellizone - maggiore
- Enrico Gadda

Una lapide marmorea murata sulla facciata del municipio ed il parco delle rimembranze nei pressi della chiesa di Santa Maria li ricorda e li onora.

## Società

### Evoluzione demografica

#### Demografia pre-unitaria
- 220 nel 1751[14]
- 401 nel 1771[15]
- 507 nel 1790[16]
- 456 nel 1805[17]
- 320 prima dell'annessione a Penzano del 1809[17]
- 508 nel 1853[18]

#### Demografia post-unitaria
Abitanti censiti

### Religione cattolica: vicende e istituzioni storiche
Dai dati storici risulta che a Longone nei giorni festivi veniva un canonico a dire la messa.

#### Visita pastorale di san Carlo Borromeo
Alla sera del 2 aprile 1574 giunse a Longone il cardinale Carlo Borromeo, con il suo seguito, proveniente da Proserpio. La sera stessa Carlo Borromeo, dopo l'adorazione della croce, impartì la benedizione e l'indulgenza alla popolazione. Pernottò in una casa privata poiché non vi erano locali adatti nella casa parrocchiale. Al mattino celebrò la messa e amministrò la cresima. Subito dopo ordinò la costruzione del campanile e della sacrestia; raccomandò la frequenza alle funzioni religiose e alla dottrina cristiana e nominò come nuovo parroco il reverendo Cesare Frigerio poiché all'epoca la parrocchia era senza prete.

All'epoca gli abitanti di Longone erano 254 divisi in 55 famiglie.
Ci furono anche altre visite pastorali: nel 1615 dal cardinale Federico Borromeo, nel 1709 dal cardinale Giuseppe Archinto e nel 1752 dal cardinale Giuseppe Pozzobonelli.

#### Confraternite
La prima confraternita di Longone fu quella dei Disciplini in onore della Madonna; tale confraternita ha origini molto antiche.
Secondo le prescrizioni di san Carlo si aggiunse la confraternita del Santissimo Sacramento, a cui aderirono tutti gli abitanti senza portare nessun abito particolare durante le cerimonie. Nel 1759 l'arcivescovo Pozzobonelli concesse a 50 confratelli di indossare l'abito celeste e ad altri 50 l'abito rosso.
Nel 1786 l'imperatore d'Austria Giuseppe II, che in quel periodo aveva il controllo anche sulla Lombardia, soppresse le confraternite religiose incamerando tutti i beni nella congregazione della carità.

La confraternita del SS. Sacramento venne ripristinata nell'anno 1803 grazie all'interessamento del parroco Civati e dei deputati dell'estimo.

#### Cappellanie
- Cappellania Giudici

Nel 1671 il capitano maggiore di artiglieria Giudici Pietro Giovanni istituì una cappellania mercenaria nell'oratorio di Santa Maria. La dote era costituita da due case di Milano presso la chiesa di San Bartolomeo e dal capitale di 2 300 lire austriache depositate sul R. Monte con frutto di 100 lire milanesi annue. Il cappellano era tenuto a celebrare la messa quotidiana e festiva nell'oratorio, ad aprire la scuola gratuita ai bambini di Longone, all'assistenza agli infermi, alle funzioni e alla dottrina. Nominò patrono il dottor Giudici Antonio, consigliere di governo, e il dottore Cesare Giudici, entrambi di Longone.
- Cappellania Staurengo

Nel 1679 il signor Andrea Staurengo lasciò una cappellania nell'oratorio di Santa Maria. La dote era costituita dal capitale di 705 lire imperiali depositate presso il Banco di Sant'Ambrogio con il reddito di 140 lire annue. Il cappellano era obbligato a celebrare la messa festiva all'aurora. Nominò esecutori il parroco, il signor Giacomo Miglio, il signor Bartolomeo Magriglio e il signor Vincenzo Del Conte.
- Cappellania Chiodi

Il signor Paolo Chiodi nel 1728 lasciò tutti i suoi averi per una cappellania mercenaria nella chiesa di San Fedele con l'obbligo della messa quotidiana. La dote era costituita da 25 appezzamenti di terra di complessive 76 pertiche, da una casa civile con orto per il cappellano e di una casa colonica per i contadini. Nominò esecutori e patroni il reverendo Francesco Antonio del Conte e il signor Antonio Appiani.
Nel 1867 venne promulgata una legge che sopprimeva le cappellanie e permetteva di l'incamerazione dei beni annessi. 

Nel 1869 vennero soppresse la cappellania Giudici e Chiodi; nel 1870 fu la volta della cappellania Staurengo. La patronessa Giuseppina Bertani vedova Appiani rivendicò la cappellania Chiodi, che venne in seguito allivellata ai signori Tagliasacchi.

## Cultura

### Scuola
Per molti secoli a Longone non esistette alcuna scuola pubblica ed i pochi che potevano mandavano i propri figli ad istruirsi in altri posti. Nel 1672 il cappellano Giudici aprì nella propria casa la scuola gratuita per i bambini. Tale scuola fu largamente frequentata fino al 1869 quando la cappellania venne soppressa. Qualche anno più tardi l'autorità comunale istituì la scuola elementare pubblica. Nel 1900 venne costruito un grande edificio al lato del municipio per poter contenere tutti gli scolari di Longone.

### Cimitero
Era usanza seppellire i morti nei sepolcri sotterranei delle chiese di San Fedele e Santa Maria o nei cimiteri ad esse annessi.

Con una circolare del prefetto del dipartimento del Lario, signor Boara, datata 17 novembre 1804, venne rinnovata la proibizione di seppellire i morti nelle chiese ed ordinata la costruzione di un cimitero, fuori dall'abitato, in ogni comune. Il cimitero di Longone venne costruito nel 1817, successivamente ampliato grazie alla donazione del terreno da parte della famiglia Mauri.

Vennero in seguito costituite varie cappelle all'interno del cimitero:
- nel 1909 la cappella Mauri
- nel 1934 la cappella Pontiggia
- nel 1939 la cappella Rossi e la cappella Cesa Bianchi
- nel 1948 la cappella Chiesa

Nel 1956 la capienza del cimitero risultava insufficiente e venne ampliato.

### Oratorio e asilo
Nel marzo 1928 venne edificato il salone dell'oratorio sopra il terreno del beneficio parrocchiale vicino alla chiesa. Nel luglio fu aggiunto l'asilo col concorso della signora Giuditta Garberini vedova Zappelli. Il 26 agosto i due edifici furono inaugurati e benedetti dal monsignore Mauri Vescovo, ausiliare di Milano, con feste solenni.
Nell'ottobre del 1929 l'asilo era aperto dalle reverende suore del Prezioso Sangue di Monza.

## Economia
In origine, la maggior parte degli abitanti di Longone era dedita all'agricoltura. Le colline erano ricoperte di vigneti; ma agli albori del XVIII secolo questo stile di vita non era più sufficiente alla popolazione che stava aumentando. I signori Ferrari, provenienti da Villalbese, introdussero in quegli anni l'industria della seta. Sorsero in breve tempo filande, filatoi e incannatoi. Tutto questo portò il benessere nella popolazione per gli anni a venire.

## Infrastrutture e trasporti

### Acqua potabile
La scarsità dell'acqua potabile ha sempre preoccupato gli abitanti di Longone; il vicino Lago del Segrino forniva acqua in abbondanza per scopi domestici, ma non era potabile. Le rocce arenarie, sopra le quali giace il paese, impedivano l'affiorare delle sorgenti. C'era chi usava l'acqua piovana più o meno sterilizzata, ma il disagio si aggravava soprattutto durante le frequenti siccità.
Nel 1853 i signori Tagliasacchi cedettero, agli abitanti di Longone, parte dell'acqua sorgiva che avevano scoperto nella galleria sotto la strada del Beldosso. Con tale acqua venne aperta una fonte potabile e venne alimentata una fontana costruita per la pulizia. Le sorgenti sulla collina sotto Inarca erano scarse.
Durante la siccità del 1919-1920 furono fatti assaggi al campo del Fico, sulla strada per Galliano, con esito favorevole; tuttavia l'acqua trovata non era sufficiente per tutto il paese.
Nel 1935 l'ingegnere Mistrangelo suggerì di effettuare delle ricerche nei pressi del Lago del Segrino ed è così che venne scoperta una sorgente d'acqua abbondante, eccellente e perenne. Vennero scavati pozzi profondi, sistemate le pompe e costruito l'acquedotto. Il 28 ottobre 1935 il podestà Luigi Pontiggia ne fece l'inaugurazione.
Fu grazie alla donazione del Commendatore dell'ordine della Corona d'Italia, D. Pietro Francesco Bignoli che la ricerca, ritrovamento ed esecuzione dei lavori per l'acquedotto della città furono effettuati. Il Comm. Bignoli era il proprietario della Villa di Beldosso ed amava profondamente Longone al Segrino, una lapide si trova tutt'oggi nei pressi del Lago del Segrino ricordando l'evento.

### Strada provinciale
Napoleone Bonaparte aveva ordinato la costruzione della strada provinciale Milano-Bellagio, ma alla sua caduta la strada era stata interrotta ad Erba. Soltanto nel 1938 venne ripresa e terminata. Essa attraversava l'abitato di Longone con curve e strettoie che rendevano pericoloso il transito. L'aumento del traffico imponeva un rimedio. Fu predisposto un progetto di deviazione nel 1933, ma difficoltà ed opposizioni di varia natura ne provocarono la sospensione. Con il passare degli anni il traffico di veicoli si fece più intenso rendendo necessaria ed improrogabile una soluzione. Nel 1951 la deputazione della provincia di Como, superati tutti gli ostacoli e le opposizioni, fece costruire la nuova strada provinciale.

## Amministrazione

### Lavori pubblici
Nel 1949 vennero ingranditi i locali delle scuole e del municipio per renderli idonei alle nuove esigenze moderne. Nel 1953 furono sistemate e pavimentate tutte le vie del paese e venne costruita la piazza accanto al municipio.
Nel 1954 fu costruito un edificio, al lato della strada provinciale, per l'ambulatorio, la farmacia, la posta ed il consultorio.
Nel 1954 furono terminate le due case I.N.A. ed il 4 settembre furono benedette e consegnate alle famiglie.
Nella sistemazione della piazza comunale si dovette abbattere una vecchia cappelletta della Madonna. Ne fu costruita una nuova. Il sindaco signor Domenico Valsecchi rivolse al Papa la preghiera di avere una immagine della Madonna da collocare in loco per devozione popolare e il Papa accolse benignamente la domanda e spedì una devota immagine "Mater Dolorosa" della scuola italiana del secolo XVIII.